# Dinko Čutura
 Dinko Čutura (Mostar, 16. siječnja 1959.) je hrvatski povjesničar, bivši zastupnik u Hrvatskom saboru, političar, glumac i arheolog, te brat blizanac Mladena Čuture kazališnog, televizijskog i filmskog glumca.

## Znanstvena karijera
Doktorirao je 2012. povijesne znanosti na Filozofskom fakultetu Sveučilišta u Zagrebu na temi "Stjepan Sarkotić – časnik, strateg i političar".

## Politička karijera
Član saborskog Odbora za ljudska prava i prava etničkih i nacionalnih zajednica ili manjina (1992.), saborski zastupnik, HDZ (1995. – 2000.), član Skupštine Grada Zagreba (1996. – 2000.), 5. na stranačkoj listi HDZ-a u 6. izbornoj jedinici za Sabor (2000.).

## Glumačka karijera

### Televizijske uloge
- "Rat prije rata" kao Ivica Račan (2018.)
- "Putovanje u Vučjak" (1986.)
- "Nepokoreni grad" (1982.)

### Filmske uloge
- "Holding" kao Boris (2001.)

## Vanjske poveznice
- Dinko Čutura u internetskoj bazi filmova IMDb-u (engl.)